# 加越能通用銭
加越能通用銭（かえつのうつうようせん）は、幕末に鋳造された銭貨。加賀藩が領内で流通させる目的で制作した試鋳貨である。名称について加越能とする資料もあるが、ここでは東京大学学術資産等アーカイブズに従った。

## 背景
慶應元年11月、加賀藩は領内における銭貨の欠乏を理由に、青銅の100文銭および鉄の1文銭・4文銭の製造許可を幕府に求めた。幕府は同年12月、翌年より5年を上限に、1年あたり50万貫文の1文銭・4文銭の発行を許可した。運上は10万貫文につき5000貫文の割合とした（結局、この発行と納税は行われなかったようだ）。現存する加越能三百通用（虎・松のデザイン）・加越能五百通用（龍・竹）・加越能七百通用（馬・梅）は、この出願に先立って製作された試鋳貨であろう、と『加能郷土辞彙』は記すが、文久年間（1861年 - 1864年）のものとする文献もある。

## その他
- 鋳造された場所については大きく分けて二つの説があるが、決定的な説は存在しない[7]。

1. 越中国礪波郡の増山鉱山で鋳造
2. 越中国射水郡太閤山（現・富山県射水市）で加賀藩村井家老の管理下、極秘裏に鋳造

- デザインについて、十二支の三番目・五番目・七番目の動物と松竹梅を組み合わせたものだという説がある[1]。
- 明治の創作銭作家・小田部市郎の作品に加越能五百通用と同デザインの物があったことから、このような銭貨は存在しないと言われた時期もあったが、今では小田部の時代以前に制作された本物が発見されている[8]。